# Rainova, Starîi Sambir
Rainova (în ucraineană Райнова) este un sat în comuna Ceapli din raionul Starîi Sambir, regiunea Liov, Ucraina.

## Demografie
Componența lingvistică a localității Rainova
     Ucraineană (100%)
Conform recensământului din 2001, toată populația localității Rainova era vorbitoare de ucraineană (100%).